# 서울황제
"서울황제"는 1986년에 개봉한 대한민국의 영화이다.

## 캐스팅
- 김명곤 : 예수 역
- 오수미 : 여자 역
- 안용남 : 꼬마 역
- 나한일 : 남자간호원 역
- 강석란 : 여자간호원 역
- 박상조 : 담당의 역
- 김길호 : 최회장 역
- 나기수 : 왕초 역
- 국정환 : 관리인 역
- 박재홍 : 낚시꾼 1 역
- 조항룡 : 낚시꾼 2 역
- 맹상훈 : 남자대학생 역
- 김화란 : 여자대학생 1 역
- 정은숙 : 여자대학생 2 역
- 정성모 : 사회자 역
- 이희성 : 사내 1 역
- 전유성 : 사내 2 역
- 이춘연 : 사내 3 역
- 임상호 : 사내 4 역
- 박광수 : 사내 5 역
- 조재홍 : 사내 6 역
- 이석구 : 검은양복 1 역
- 장효선 : 검은양복 2 역
- 김정훈 : 검은양복 3 역
- 신광필 : 검은양복 4 역
- 김형진 : 꽃집 아저씨 역
- 한여송 : 앰브란스 운전수 역
- 김수겸 : 뚱보 학생 역
- 박예숙 : 시장아줌마 역
- 손전 : 새점할아버지 역
- 곽건 : 하객들 역
- 최일 : 하객들 역
- 추봉 : 하객들 역
- 이영호 : 하객들 역